# Chaetophiloscia frontalis
Chaetophiloscia frontalis là một loài chân đều trong họ Philosciidae. Loài này được Lemos de Castro miêu tả khoa học lần đầu tiên năm 1967.